# Ксьонж-Великий
Ксьонж-Великий (пол. Książ Wielki) — місто в Польщі, у гміні Ксьонж-Великі Меховського повіту Малопольського воєводства.
Населення — 913 осіб (2011).
1 січня 2023 року набуло статусу міста.
У 1975-1998 роках село належало до Келецького воєводства.

## Демографія
Демографічна структура станом на 31 березня 2011 року:
|          | Загалом | Допрацездатний вік | Працездатний вік | Постпрацездатний вік |
| -------- | ------- | ------------------ | ---------------- | -------------------- |
| Чоловіки | 434     | 90                 | 294              | 50                   |
| Жінки    | 479     | 85                 | 266              | 128                  |
| Разом    | 913     | 175                | 560              | 178                  |